# (4740) Veniamina
(4740) Veniamina est un astéroïde de la ceinture principale.

## Description
(4740) Veniamina est un astéroïde de la ceinture principale. Il fut découvert le 22 octobre 1985 à Naoutchnyï par Lioudmila Jouravliova. Il présente une orbite caractérisée par un demi-grand axe de 2,71 UA, une excentricité de 0,21 et une inclinaison de 8,0° par rapport à l'écliptique.

## Compléments